# Benjamin Clemens Masterman Stone
Benjamin "Ben" Clemens Masterman Stone (7 de febrero de 1933, Shanghái, China – 19 de marzo de 1994 , Manila) fue un botánico brito–estadounidense.
Stone nace en Shanghái, China de padre británico, que trabajaba para el gobierno, y de madre estadounidense. Se gradúa en el "Colegio Pomona" de Claremont, California y, en 1960, recibe su Ph.D. de la Universidad de Hawái.
De 1961 a 1965, fue docente biólogo en la Universidad de Guam, donde da comienzo al Herbario, fundando la revista Micronesica, y recolectando y clasificando especímenes que darían base a su libro Flora of Guam.
Fue profesor de Botánica en la Universidad de Malaya en Kuala Lumpur de 1965 a 1984, durante tal tiempo ayudó al desarrollo del herbario KLU y a los Jardines Botánicos Universitarios Rimba Ilmu.
Stone fue catedrático del Departamento de Botánica de la Philadelphia Academy of Natural Sciences, participando activamente en su "proyecto de la Flora de Filipinas". Por ello ocupó tiempo con el Bishop Museum de Honolulu y, luego, con el Botanical Research Institute of Texas (BRIT) de Fort Worth.
En 1989, él y Thomas Gordon Hartley hacen una importante revisión de los géneros Melicope y Pelea cuando logran sinonimizar el genus Pelea con Melicope.
Stone viajó frecuentemente a los trópicos asiáticos y publicó más de 300 Arts., siendo muy notable en ilustraciones botánicas.

## Algunas publicaciones
- The Flora of Namonuito & the Hall Islands. 1959

- A review of the new botanical names published in Safford's Useful Plants of Guam. 1 (1): 123—130 1964

- Additions to the flora of Guam. 1 (1): 131—136 1964

- Ophioglossum pendulum in the Marshall Islands. 1 (1): 155 1964

- Further additions to the flora of Guam. 2 (1): 47—50 1966

- Con Fosberg, F.R. Leucaena insularum in Guam. 2 (1): 67—70 1966

- Some vernacular names of plants from Kapingamarangi and Nukuoro Atolls, Caroline Islands. 2 (2): 131—132 1967

- Further additions to the flora of Guam. III. 2 (2): 133—141 1967

- The phytogeography of Guam. 3 (1): 67—73 1967

- The genus Pandanus in Micronesia. I. The Marianas species. 3 (2): 105—128 Corrigenda: 4(2): 371 1967

- Notes on Pandanus in the Line Islands. 4 (1): 85—93 Corrigenda: 4(2): 371 1968

- The Genus Pelea A.Gray (Rutaceae; Evodiinae): A Taxonomic Monograph. 1969

- The Flora of Guam. A Manual for the Identification of the Vascular Plants of the Island. 6 (1/2): 1—659 1970

- Flora of Guam: A Manual for the Identification of the Vascular Plants of the Island. 1971

- "On the genus Pandanus (Pandanaceae) in New Caledonia" 1972

- The Summit Flora of Gunung Ulu Kali (Pahang, Malaysia). 1981

- East Polynesian species of Freycinetia Gaudich. (Pandanaceae). 17 (1/2): 47—58 1981

- Con Hartley, TG. Reduction of Pelea with new combinations in Melicope (Rutaceae). Taxon 38: 119–23, 1989

- The genus Loheria Merr. (Myrsinaceae). 24 (1): 65—80 1991

## Honores

### Epónimos
Género
- (Pandanaceae) Benstonea Callm. & Buerki[1]

Especies
- (Ebenaceae) Diospyros benstonei Kosterm.[2]

- (Nepenthaceae) Nepenthes benstonei C.Clarke[3]
- La abreviatura «B.C.Stone» se emplea para indicar a Benjamin Clemens Masterman Stone como autoridad en la descripción y clasificación científica de los vegetales.[4]